# Castle Cary
Castle Cary est une ville du Somerset, en Angleterre. Elle est située dans le sud-est du comté, sur la Cary, un affluent de la Parrett. Au moment du recensement de 2001, elle comptait 2 096 habitants.

## Histoire
Le nom Cary dérive du celtique caer, qui signifie rocher, escarpement ou château, ce qui rend le terme « Castle Cary » ambigu. On dit que la moitié du nom de Castle Cary vient de la rivière Cary, elle-même une aporie.
Le premier château de Cary fut assiégé en 1138, puis de nouveau en 1152. Il était à l'origine construit avec une charpente en bois, comme il l'aurait été par les Normands, et hérita de leurs traditions de construction en bois. Cary apparaît pour la première fois dans l'histoire après la conquête normande en 1066, bien que l'histoire de Castle Cary prouve que le site était occupé et fortifié avant cette date. Le second château, château de Cary (en) fut abandonné au milieu du XVe siècle au profit d'un manoir, et les pierres pillées et récupérées pour la construction d'autres bâtiments de la ville. Il n'en subsiste plus que les fondations.
Il semblerait que la construction du second château ait commencé au XIIIe siècle, vers 1250, et qu'il ait été construit en pierre de Cary, ce qui indique que la carrière de Hadspen était en exploitation à cette époque. Cela suggère que l'église de Tous les Saints, à Castle Cary, a été commencée à une époque similaire et achevée au fil des siècles.

### Le Manoir de Castle Cary
Le manoir de Castle Cary fut donné aux Lovel par le roi Étienne de Blois, qui régna du 22 décembre 1135 au 25 octobre 1154 (soit 18 ans et 308 jours). Le château fut assiégé par le roi Étienne de Blois en 1138, lors de sa lutte pour le trône d'Angleterre contre sa cousine Mathilde. Les Lovel ne parvenant pas à donner d'héritier mâle sous le règne du roi Édouard III, le manoir passa par mariage à Nicolas de S. Maure, un baron. Il passa de nouveau par héritière féminine sous le règne du roi Henri V à Lord Zouches de Harringworth. Le roi Henri VII, après avoir condamné John, Lord Zouch, donna le château à Robert Willoughby, Lord Brook, et les terres de Lord Zouch à Bridgewater à Lord Daubney. Les Zouches avaient soutenu le roi Richard III, le camp adverse dans la lutte entre Richard III et les Tudors.[réf. nécessaire]
Castle Cary reçut d'Édouard V une charte officielle de marché en 1468. Elle se développa comme une ville commerçante avec de nombreuses industries rurales, et l'industrie lainière était florissante. L'hôtel Greene King George aurait été construit à cette époque, puis reconstruit après un incendie, et le Market House en pierre de Cary 150 ans plus tard, en 1616.[réf. nécessaire] Cary prospéra au XVIe siècle, comme en témoigne son rôle d'appel lorsqu'il fut menacé par l'invasion espagnole à la fin du siècle. Dès 1700, Castle Cary était réputé pour sa production de tissus, lorsque le tissage du lin remplaça la laine à la fin du siècle. En 1837, John Boyd commença à fabriquer des textiles en crin de cheval, pour lesquels il est encore célèbre aujourd'hui et qu'il fabrique sur les métiers à tisser originaux de 1870. Le journal du révérend James Woodforde, né à Ansford en 1740, offre un aperçu de la vie paroissiale au XVIIIe siècle.[3]
Le manoir fut acheté dans les années 1780 par les Hoares de Stourhead, dans le Wiltshire.[4] En 1785, Henry Hobhouse Esquire acheta Hadspen et Hadspen House, devenant ainsi le siège de la famille Hobhouse.[5] Au XVIIIe siècle, Castle Cary changea de visage. Les Donnes fondèrent des filatures de lin, fabriquant de la ficelle, des voiles et des sangles, toujours situées aujourd'hui dans la Florida House, construite en 1877.[réf. nécessaire] En 1837, le Cricket Club fut fondé et remporta la première et unique médaille olympique en 1900, bien que la possibilité d'une nouvelle participation aux Jeux olympiques ait refait surface.[6] Le Market House fut reconstruit en 1855 en prévision de l'essor du commerce lié à la gare ferroviaire. Aujourd'hui, la gare de Castle Cary est connue comme la gare principale du festival de Glastonbury. Ces dernières années, la ville s'est étendue vers le nord, le centre-ville ayant peu évolué.
Ses changements, à partir de la fin du XVIIIe siècle, sont dus aux investissements des Hoares et à l'achat de Hadpsen et de Hadpsen House par Henry Hobhouse Esquire, qui faisaient autrefois partie du manoir de Castle Cary. Henry Hobhouse Esquire a réalisé d'importants investissements dans le manoir de Castle Cary. Castle Cary occupe désormais une part importante de Hadspen.
Le 19 juin 2004, Castle Cary a obtenu le statut de village du commerce équitable (ou Fairtrade Town).

## Personnalités liées à la ville
- James Woodforde (1740-1803) est curate de Castle Cary de 1765 à 1775.
- Douglas Macmillan (en) (1884-1969), fondateur du Macmillan Cancer Support (en), est né à Castle Cary.